# Ареяш-ди-Вилар
Аре́яш-ди-Вила́р (порт. Areias de Vilar) — населённый пункт и район в Португалии, входит в округ Брага. Является составной частью муниципалитета  Барселуш. Находится в составе крупной городской агломерации Большое Минью. По старому административному делению входил в провинцию Минью. Входит в экономико-статистический  субрегион Каваду, который входит в Северный регион. Население составляет 1457 человек на 2001 год. Занимает площадь 6,04 км².